# ميروسلاف كلوزه
ميروسلاف جوزيف كلوزه (بالألمانية: Miroslav Josef Klose)، (مواليد 9 يونيو 1978)، مدرب كرة قدم ألماني ولاعب سابق. يعتبر الهداف التاريخي للمنتخب الألماني برصيد 71 هدفاً دولياً ويحمل الرقم القياسي لأكبر عدد من الأهداف المسجلة في بطولة كأس العالم برصيد 16 هدفاً.
بدأ كلوزه مسيرته الكروية مع نادي هومبورغ 08، ثم لعب مع كايزرسلاوترن في الدوري الألماني قبل أن ينضم إلى فيردر بريمن، حيث أصبح أحد أفضل الهدافين في الدوري. حصل كلوزه على لقب أفضل لاعب كرة قدم ألماني عام 2006، كما تم اختياره أيضًا في فريق كيكر الألماني لموسمي 2004-05 و 2005-06. في عام 2007 انتقل إلى بايرن ميونيخ وفاز ببطولة الدوري عامي 2007 و2008 و2009-2010. في عام 2011 انتقل إلى نادي لاتسيو في دوري الدرجة الأولى الإيطالي وفاز معه بكأس إيطاليا 2012-13، وبعد أن أمضى خمس سنوات مع الفريق، قرر انهاء مسيرته الكروية في عام 2016.
يعتبر كلوزه الهداف التاريخي لمنتخب ألمانيا لكرة القدم برصيد 71 هدفًا. سجَّل 5 أهداف في كأس العالم 2002 وكأس العالم 2006 و4 أهدافٍ في كأس العالم 2010 وهدفين في كأس العالم 2014 منها هدف في مباراة فازت فيها ألمانيا بنتيجة 7-1 على البرازيل والتي أصبح بها هدافاً لمسابقة كأس العالم بـرصيد 16 هدفاً.

## حياته الشخصية
أمه بولندية وأبوه نصف ألماني، وأمه هي باربرا ييج، لاعبة سابقة في فريق كرة اليد الوطني البولندي (ظهرت في 82 مباراة دولية).وأبوه يوزيف كلوزه، كان لاعب كرة قدم.
في 1981، هرب أبوه من القسم البولندي الخاضع لسيطرة الإتحاد السوفييتي فذهب أولا إلى فرنسا، ثم في 1987 إلى كوزيل في ألمانيا.

## مسيرته الكروية

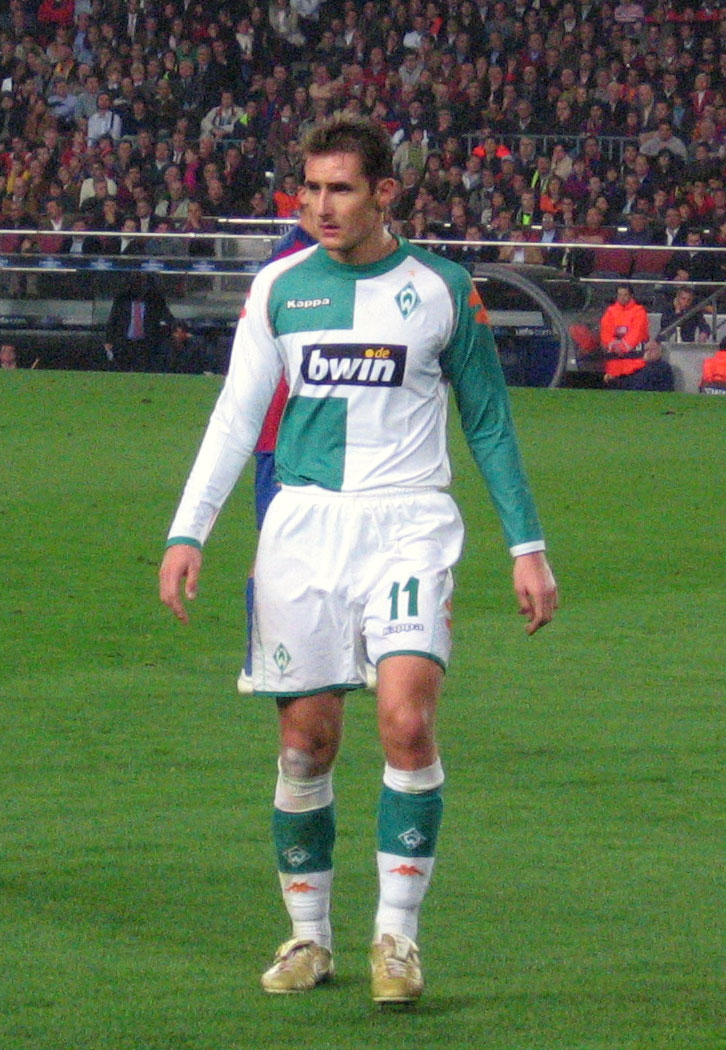
كلوزه مع فيردر بريمن

- إنضم كلوزه إلى صفوف نادي كايزرسلاوترن في سنة 1999 كلاعب هاوٍ وبعد سنة تم استدعاءه إلى صفوف المنتخب الألماني وسجل 25 هدفا في 62 مباراة.
- في مونديال 2002 سجل كلوزه خمسة أهداف فكان وصيف الهداف البرازيلي رونالدو الذي سجل 8 أهداف.
- في سنة 2004 انتقل إلى صفوف نادي فيردر بريمن نتيجة صفقة قدرها خمسة ملايين يورو.
- في كأس العالم لكرة القدم 2006 سجل كلوزه ثاني أهداف البطولة في مرمى منتخب كوستاريكا لكرة القدم وحصل على لقب هداف البطولة بواقع خمسة أهداف وأصبح قريب جدا من معادلة البرازيلي رونالدو صاحب الخمسة عشر هدفا والعودة به إلى ألمانيا من جديد بعد أن تسيده مولر لسنوات طويلة.

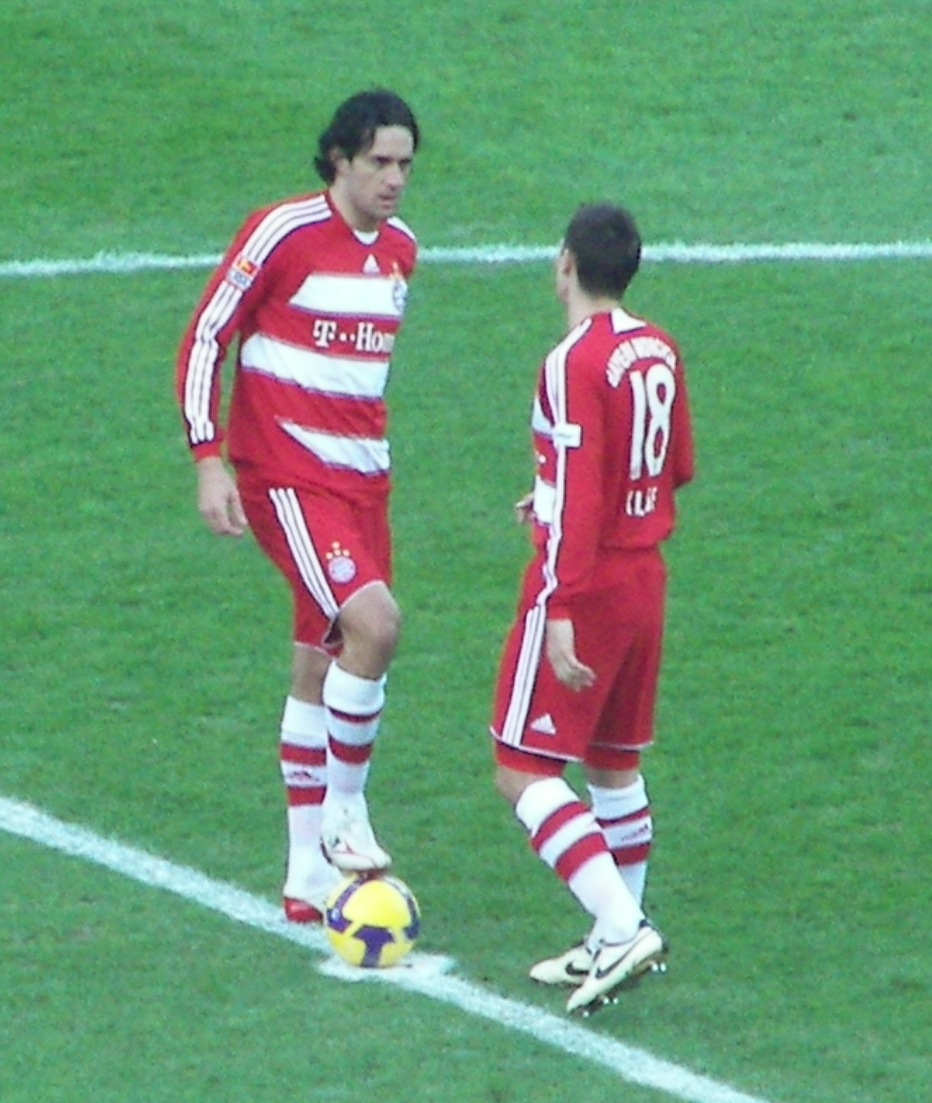
كلوزه مع لوكا توني في مباراة لبايرن ميونخ ضد هيرتا برلين بالبوندسليغا

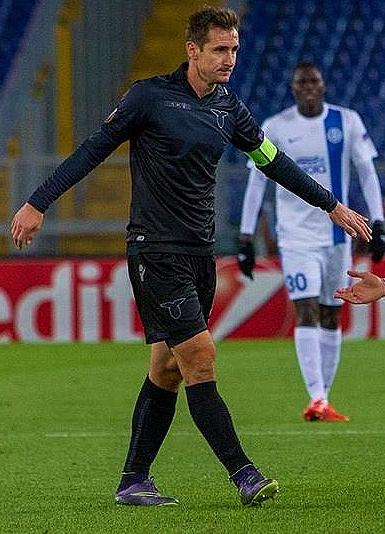
كلوزه مع نادي لاتسيو ضد نادي دنيبرو دنيبروبتروفسك الأوكراني في الدوري الأوربي

- في سنة 2007 انتقل ميروسلاف كلوزه إلى نادي بايرن ميونخ الألماني.

كلوزه المعروف بأنه أكثر لاعب بالعالم في فترته هذه تسجيلاً لأهداف الرأس فـ90% من أهدافه عن طريق الرأس لطول قامته وقفزته وارتقائه الطويل الذين يساعدونه.
- أحرز كلوزه هدف التعادل في شباك المنتخب الأرجنتيني في المونديال 2006.
- هو مهاجم المنتخب الألماني الذي كثيراً ما خلصهم من التعادلات وقد شبها كثيراً كلوزه وبالاك بـ مارادونا وكلاستيني فبالاك يصنع اللعب وكلوزه لا يضيع فرصة لذا احضر نادي بايرن في صيف 2007 ستة لاعبين جدد وهم: الألماني ميروسلاف كلوزه، الإيطالي لوكا توني، الفرنسي فرانك ريبيري، الألماني مارسيل يانسن، الأرجنتيني خوسيه سوزا والألماني يان شلاودراف.

وقد دفع النادي ثمن هؤلاء اللاعبين 96 مليون يورو.
في كأس العالم لكرة القدم 2010 سجل 4 أهداف ليعادل رقم الأسطورة الألمانية غيرلد مولر بـ14 هدف في كأس العالم وبفارق هدف عن رونالدو الهداف الأول في تاريخ كأس العالم وكانت أهدافه (هدف في شباك أستراليا وهدف في شباك انكلترا وهدفان في شباك الأرجنتين).
وسجل أربعة اهداف في مونديال 2010 وأصبح بذلك رصيده من أهداف كأس العالم يساوي 14 ويعادل الأسطورة الألمانيه غيرد مولر في المركز الثاني في القائمة الابديه لهدافي كأس العالم. اصيب كلوزي في المباراة النصف النهائية ضد المنتخب الأسباني والتي خسر بها المنتخب الألماني 1-0, الامر الذي منعه من المشاركة بمباراة المركز الثالت ضد منتخب الأوروغواي، والتي لو انه شارك بها وسجل هدفاً واحداً لعادل البرازيلي رونالدو كأكبر هداف لكأس العالم.
ولكن كلوزه أصر على أن يكون الهداف التاريخى لكاس العالم ويأتى العام 2014 وتستضيف البرازيل كأس العالم وفي مباراة المنتخب الألماني أمام غانا أحرز كلوزه هدف التعادل بعدما كان الألمان متأخرين بنتيجة 2-1 ليحرز الهدف الخامس عشر له ليكون بذلك كلوزه ورونالدو الهدافين التاريخيين للمونديال.

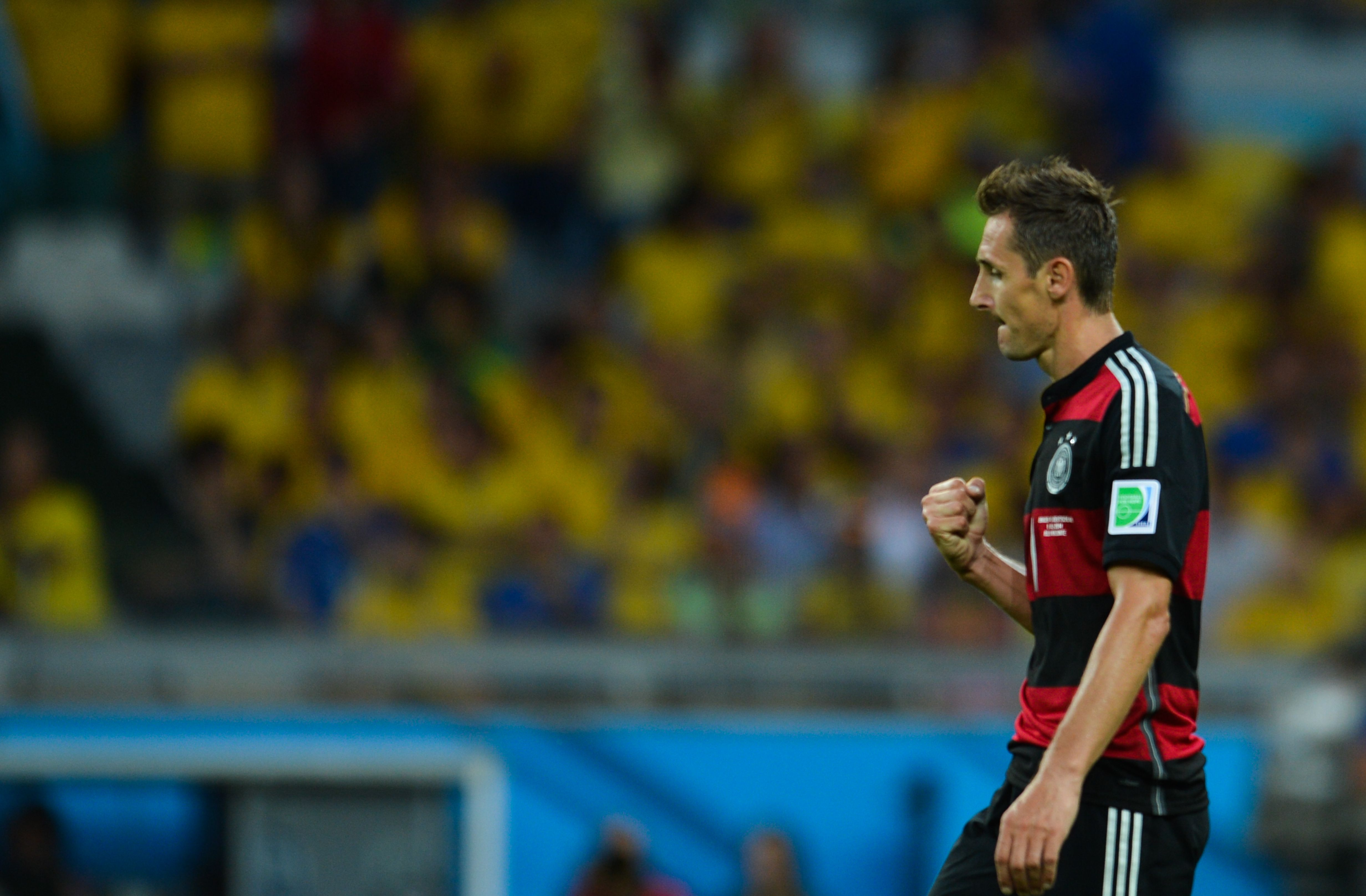
كلوزة يحتفل بهدفه في مرمى البرازيل في نصف نهائي كأس العالم 2014

وفي الدور نصف النهائي استطاع ميروسلاف كلوزه تسجيل هدف جديد ضد البرازيل والتي انتهت بسباعية تاريخية ويصبح رصيده 16 هدفً وبذا يتصدر قائمة هدافي كأس العالم ويليه البرازيلي رونالدو ثانياً كما توج مشواره الكروي بالفوز ببطولة كأس العالم 2014.

## الإنجازات

### النادي
فيردر بريمن
- كأس الدوري الألماني (1): 2006

بايرن ميونيخ
- الدوري الألماني (2): 2007–08، 2009–10
- كأس ألمانيا (2): 2007–08، 2009–10
- كأس الدوري الألماني (1): 2007
- كأس السوبر الألماني (1): 2010

لاتسيو
- كأس إيطاليا (1): 2012–13

### المنتخب
ألمانيا
- كأس العالم (1): 2014
 الوصيف 2002

### الفردية
- كأس العالم تشكيلة البطولة (2): 2002، 2006.[11]
- جائزة الحذاء الفضي في كأس العالم 2002.[12]
- جائزة الحذاء الذهبي في كأس العالم 2006.[11]
- لاعب العام في ألمانيا عام 2006.[13]
- هداف الدوري الألماني مع فيردر بريمن موسم 2005-06 (25 هدفاً).[14]

### أرقام قياسية
- هداف كأس العالم التاريخي (16 هدف).[15]

## الإحصائيات
آخر تحديث 15 مايو 2016.
| النادي       | الموسم    | الدوري          | الدوري | الدوري  | الكأس  | الكأس   | كأس السوبر | كأس السوبر | قاري   | قاري    | أخرى1  | أخرى1   | المجموع | المجموع | م.            |
| النادي       | الموسم    | الدرجة          | الظهور | الأهداف | الظهور | الأهداف | الظهور     | الأهداف    | الظهور | الأهداف | الظهور | الأهداف | الظهور  | الأهداف | م.            |
| ------------ | --------- | --------------- | ------ | ------- | ------ | ------- | ---------- | ---------- | ------ | ------- | ------ | ------- | ------- | ------- | ------------- |
| كايزرسلاوترن | 1999–2000 | الدوري الألماني | 2      | 0       | 0      | 0       | 0          | 0          | 0      | 0       | —      | —       | 2       | 0       | [ 16 ]        |
| كايزرسلاوترن | 2000–01   | الدوري الألماني | 29     | 9       | 2      | 0       | 2          | 0          | 12     | 2       | —      | —       | 45      | 11      | [ 17 ]        |
| كايزرسلاوترن | 2001–02   | الدوري الألماني | 31     | 16      | 4      | 0       | —          | —          | —      | —       | —      | —       | 35      | 16      | [ 18 ]        |
| كايزرسلاوترن | 2002–03   | الدوري الألماني | 32     | 9       | 4      | 4       | —          | —          | —      | —       | —      | —       | 36      | 13      | [ 19 ]        |
| كايزرسلاوترن | 2003–04   | الدوري الألماني | 26     | 10      | 1      | 1       | —          | —          | 2      | 1       | —      | —       | 29      | 12      | [ 20 ]        |
| كايزرسلاوترن | المجموع   | المجموع         | 120    | 44      | 11     | 5       | 2          | 0          | 14     | 3       | —      | —       | 147     | 52      | —             |
| فيردر بريمن  | 2004–05   | الدوري الألماني | 32     | 15      | 4      | 0       | 1          | 0          | 8      | 2       | —      | —       | 45      | 17      | [ 21 ]        |
| فيردر بريمن  | 2005–06   | الدوري الألماني | 26     | 25      | 3      | 2       | 2          | 0          | 9      | 4       | —      | —       | 40      | 31      | [ 22 ]        |
| فيردر بريمن  | 2006–07   | الدوري الألماني | 31     | 13      | 1      | 0       | 2          | 0          | 13     | 2       | —      | —       | 47      | 15      | [ 23 ]        |
| فيردر بريمن  | المجموع   | المجموع         | 89     | 53      | 8      | 2       | 5          | 0          | 30     | 8       | —      | —       | 132     | 63      | —             |
| بايرن ميونخ  | 2007–08   | الدوري الألماني | 27     | 10      | 6      | 5       | 2          | 1          | 12     | 5       | —      | —       | 47      | 21      | [ 24 ]        |
| بايرن ميونخ  | 2008–09   | الدوري الألماني | 26     | 10      | 4      | 3       | —          | —          | 8      | 7       | —      | —       | 38      | 20      | [ 25 ]        |
| بايرن ميونخ  | 2009–10   | الدوري الألماني | 25     | 3       | 5      | 2       | —          | —          | 8      | 1       | —      | —       | 38      | 6       | [ 26 ]        |
| بايرن ميونخ  | 2010–11   | الدوري الألماني | 20     | 1       | 4      | 3       | —          | —          | 2      | 1       | 1      | 1       | 27      | 6       | [ 27 ] [ 28 ] |
| بايرن ميونخ  | المجموع   | المجموع         | 98     | 24      | 19     | 13      | 2          | 1          | 30     | 14      | 1      | 1       | 149     | 53      | —             |
| لاتسيو       | 2011–12   | الدوري الإيطالي | 27     | 12      | 2      | 0       | —          | —          | 6      | 3       | —      | —       | 35      | 15      | [ 29 ]        |
| لاتسيو       | 2012–13   | الدوري الإيطالي | 29     | 15      | 2      | 0       | —          | —          | 5      | 1       | —      | —       | 36      | 16      | [ 29 ]        |
| لاتسيو       | 2013–14   | الدوري الإيطالي | 25     | 7       | 0      | 0       | —          | —          | 3      | 1       | 1      | 0       | 29      | 8       | [ 29 ]        |
| لاتسيو       | 2014–15   | الدوري الإيطالي | 34     | 13      | 6      | 3       | —          | —          | —      | —       | —      | —       | 40      | 16      | [ 29 ]        |
| لاتسيو       | 2015–16   | الدوري الإيطالي | 24     | 7       | 1      | 0       | —          | —          | 4      | 1       | 1      | 0       | 30      | 8       | [ 29 ]        |
| لاتسيو       | المجموع   | المجموع         | 139    | 54      | 11     | 3       | —          | —          | 18     | 6       | 2      | 0       | 170     | 63      | —             |
| الإجمالي     | الإجمالي  | الإجمالي        | 446    | 175     | 49     | 23      | 9          | 1          | 92     | 31      | 3      | 1       | 599     | 231     | —             |

- 1.^تشمل كأس السوبر الألماني وكأس السوبر الإيطالي.

## وصلات خارجية
- الموقع الرسمي
- ميروسلاف كلوزه على موقع الاتحاد الدولي (مؤرشف)  (الإنجليزية)
- ميروسلاف كلوزه على موقع الاتحاد الأوربي (الإنجليزية)
- ميروسلاف كلوزه على موقع قاعدة بيانات كرة القدم.إي يو (الإنجليزية)
- ميروسلاف كلوزه على موقع بيانات كرة القدم. دي إي (الألمانية)
- ميروسلاف كلوزه على موقع ليكيب (الفرنسية)
- ميروسلاف كلوزه على موقع ناشيونال فوتبول تيمز (الإنجليزية)
- ميروسلاف كلوزه على موقع Soccerbase.com (لاعب) (الإنجليزية)
- ميروسلاف كلوزه على موقع Soccerway.com (الإنجليزية)
- ميروسلاف كلوزه على موقع عالم كرة القدم.نت (الإنجليزية)
- ميروسلاف كلوزه على موقع AS.com (الإسبانية)
- ميروسلاف كلوزه على kicker.de (بالألمانية)

- Klose's ancestors from Upper Silesia, Poland

| السجلات         | السجلات                                      | السجلات |
| --------------- | -------------------------------------------- | ------- |
| سبقه رونالدو 15 | هدّاف كأس العالم لكرة القدم 8 يوليو 2014–الآن | الحالي  |